# فریدریک بیکنر
فریدریک بیکنر (انگلیسی: Frederick Buechner; ۱۱ ژوئیهٔ ۱۹۲۶ – ۱۵ اوت ۲۰۲۲) مؤلف، رمان‌نویس، شاعر، زندگی‌نامه‌نویس، مقاله‌نویس، واعظ و الهی‌دان آمریکایی بود. او در طول دوران فعالیت حرفه‌ای خود سی و نه کتاب منتشر کرد. آثار او گونه‌های مختلفی از جمله داستان، زندگی‌نامه، مقاله و موعظه را در بر می‌گیرد و به زبان‌های بسیاری ترجمه شده‌اند.